# Лекарственное (Новосибирская область)
Лека́рственное — село в Тогучинском районе Новосибирской области. Административный центр Мирновского сельсовета.

## География
Площадь села — 57 гектаров.

## История
В 1976 году указом Президиума Верховного Совета РСФСР посёлок центральной усадьбы совхоза «Лекарственный»  переименован в село Лекарственное.

## Население
| 2002 | 2007 | 2010 |
| ---- | ---- | ---- |
| 811  | ↗952 | ↘728 |